# Onyx
Onyx je četvrti i konačni studijski album portugalskog gothic/doom metal sastava Ava Inferi. Album je 14. veljače 2011. godine objavila diskografska kuća Season of Mist.

## Popis pjesama
| 1.    | »Onyx«                     | 4:49 |
| 2.    | »The Living End«           | 6:49 |
| 3.    | »A Portal«                 | 4:56 |
| 4.    | »((Ghostlights))«          | 6:57 |
| 5.    | »Majesty«                  | 5:56 |
| 6.    | »The Heathen Island«       | 9:19 |
| 7.    | »By Candlelight & Mirrors« | 5:48 |
| 8.    | »Venice (In Fog)«          | 5:59 |
| 50:33 |                            |      |

## Recenzije
Tim DiGravina, glazbeni kritičar sa stranice AllMusic, dodijelio je albumu dvije i pol zvjezdice od njih pet te je komentirao: "Četvrti se album Ave Inferi ne ističe unutar prenatrpane gužve doom i goth[ic] albuma svojeg vremena, ali to ne znači da nema dobrih svojstava. Pjesme Runea Eriksena se kreću sporo, ali snažno i morbidno, žudeći više za tamnom atmosferom nego za pamtljivim refrenima. Zapravo, niti jednu se pjesmu ne može izdvojiti kao pamtljivi, svojstveni entitet osim možda "The Heathen Island" koju čine glazbeni uzorci iz horor filmova, iako je i Eriksenovo pjevanje koje podsjeća na Andrewa Eldritcha na pjesmi "The Living End" za svaku pohvalu. Glavna pjevačica Carmen Simões nije amater, ali kada počne otezati u visokim oktavama, čemu je sklona, neki će slušatelji vrlo vjerojatno posegnuti za gumbom za preskakanje ili brisanje [pjesme]. Teatralan i potišten pristup goth rocku skupine ni u kojem smislu nije originalan, ali je Onyx dopadljivo i slušljivo -- a opet pitomo -- glazbeno izdanje."

## Zasluge
| Ava Inferi - André Sobral – gitara - Jaime S. Ferreira – bas-gitara, inženjer zvuka - João Samora – bubnjevi - Rune Eriksen – gitara, efekti, prateći vokali, produkcija - Carmen Susana Simões – vokali | Dodatni glazbenici - Daniel Cardoso – klavir Ostalo osoblje - Dan Swanö – miksanje - Hugo Andrade – inženjer zvuka - Costin Chioreanu / Twilight13Media – naslovnica |